# Ère Eishō (Muromachi)

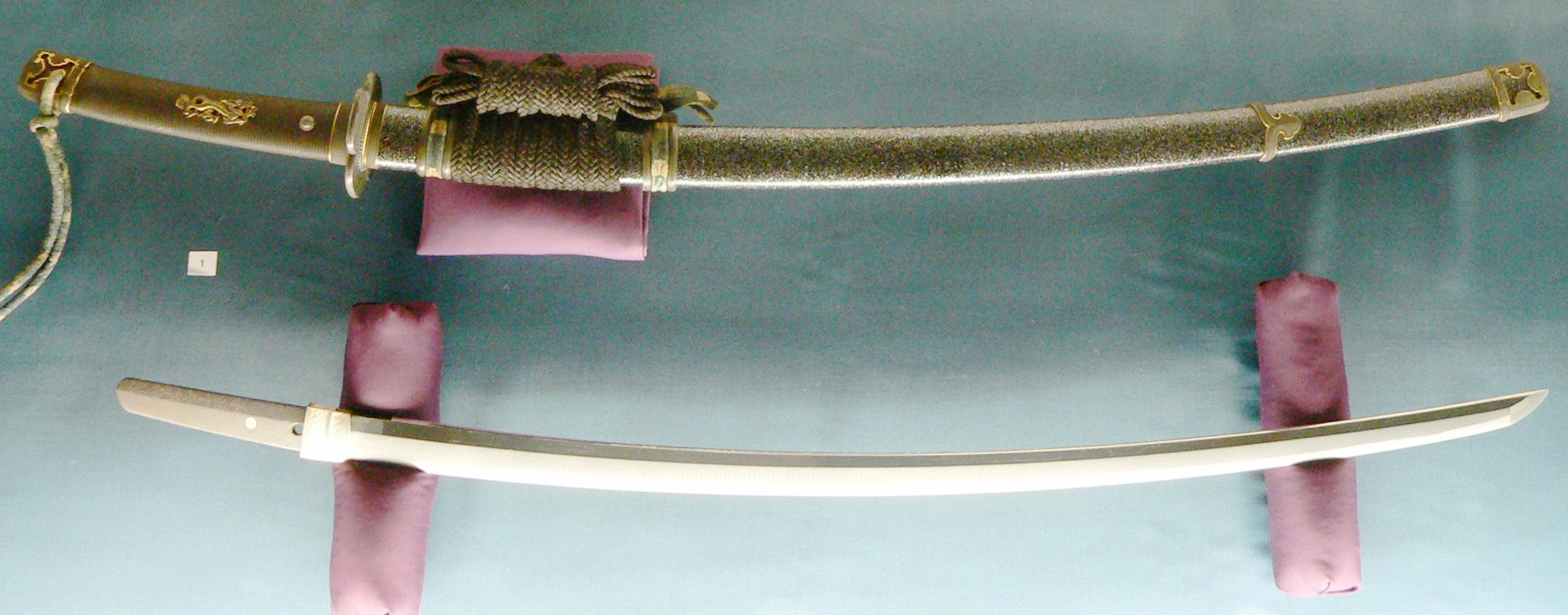
Tachi forgé par Bizen Osafune Sukesada, daté de la 12e année de l'ère Eishô

L’ère Eishō (永正) est une des ères du Japon (年号, nengō, lit. « nom de l'année ») après l'ère Bunki et avant l'ère Daiei. Cette ère couvre la période allant du mois de février 1504 au mois d'août 1521. L'empereur régnant est Go-Kashiwabara-tennō (後柏原天皇).

## Changement d'ère
- 1507 Eishō gannen (永正元年?) : Le nom de l'ère est modifié pour marquer le commencement d'un nouveau cycle du zodiaque chinois. L'ancienne ère se termine quand commence la nouvelle, en Bunki 4, le 30e jour du 2e mois.

## Événements de l'ère Eishō
- 1504 (Eishō 1) : Grande famine[3]
- 1505 (Eishō 2) : Construction du château de Noda.
- 1508 (Eishō 5,1re mois) : Une nouvelle révolte à Miyako et l'assassinat de Hosokawa Masamoto encouragent l'ancien shogun Ashikaga Yoshitane à penser que cela est une bonne occasion de reprendre Heian-kyō. Il assemble ses troupes et marche à leur tête en direction de la capitale. Au 6e mois de Eishō 5, il commande de nouveau les rues de Miyako. À partir de 1508, Yoshitane est connu comme le dixième shogun de l'époque de Muromachi[4].
- 21 septembre 1510 (Eishō 7, 18e jour du 8e mois) : Séisme à Seionaikai (Latitude: 34`0/Longitude 135@0), 6.7 magnitude sur l'échelle de Richter[5].
- 10 octobre 1510 (Eishō 7, 8e jour du 9e mois) : séisme dans la mer d'Enshunada (Latitude: 34.500/Longitude: 137`0), 7.0 sur l'échelle de Richter[5].
- 1511 (Eishō 8, 2e mois) : quand Yoshida Kanetomo meurt à l'âge de 77 ans, cette mort est considérée comme un important événement dans les chroniques de l'histoire impériale du Japon[6].
- 16 septembre 1511 (Eishō 8, 24e jour du 8e mois) : bataille de Funaokayama. l'ancien shogun Ashikaga Yoshitane rentre de la province de Tamba, craignant que Hosokawa Seiken prépare une attaque sur Heian-kyō. Puis, avec l'aide de Ōuchi Yoshioki, Yoshitane entre dans la capitale, Edo[7].
- 1512 (Eishō 9) : construction du château de Tamanawa.
- 1513 (Eishō 10, 5e mois) : le shogun Yohsitada change son nom pour celui de « Yoshitada » par lequel il est mieux connu des historiens[7].